# Hidas
Hidas é um município da Hungria, situado no condado de Baranya. Tem 19,06 km² de área e sua população, em 2019, foi estimada em 2.035 habitantes.